# Estornell de Pohnpei
L'estornell de Pohnpei (Aplonis pelzelni) és un ocell de la família dels estúrnids (Sturnidae). El seu estat de conservació es considera en perill crític d'extinció.

## Hàbitat i distribució
Habita els boscos de les muntanyes de l'illa de Pohnpei a les illes Carolines orientals.